# Венера, Фавн и путти
«Венера, Фавн и путти» — картина французского художника Никола Пуссена из собрания Государственного Эрмитажа.
В центре картины изображены Фавн, подсаживающий Венеру на козу, левее них дерутся путто с маленьким сатиром и ещё один путто выше них улетает оглядываясь. Справа на фоне скалистый обрыв, слева два толстых древесных ствола, увитых виноградной лозой и плющом. В левом нижнем углу красной краской нанесён номер 3653 (этот номер соответствует номеру картины в первом эрмитажном рукописном каталоге, начатом в 1797 году); в правом нижнем углу белой краской написаны цифры 132 (под этим номером картина значилась в описях Мраморного дворца), под ними красной краской — 4393 (под этим номером картина была повторно внесена в каталог 1797 года). С обратной стороны вверху на холсте имеются две красные сургучные печати — Ф. Троншена и Г. Г. Орлова, внизу на подрамнике также находится красная сургучная печать императора Павла I; вверху на подрамнике надпись чёрным карандашом #301 (под этим номером картина была занесена в рукописный каталог 1771 года собрания Кроза, составленный Ф. Троншеном). Фигура порхающего путто, вероятно, не входила в первоначальный замысел художника, поскольку написана поверх свисающей с дерева гирлянды плюща. Также в этом месте заметны исправления пейзажного фона.
Ранняя история картины неизвестна. Предполагается, что она была написана в 1630-е годы. К 1740 году картина уже находилась в собрании П. Кроза, а затем — в собрании его потомков. В 1772 году всё собрание Кроза было приобретено императрицей Екатериной II для Эрмитажа.
По прибытии картины в Санкт-Петербург она не была внесена в инвентарь Эрмитажа, поскольку императрица подарила своему фавориту светлейшему князю Г. Г. Орлову «собрание картин разных мастеров», среди которых была и «Венера…». В 1775 году Орлов отправил часть своего собрания в Гатчинский дворец. К моменту смерти Орлова она находилась в его доме на Мойке, а после смерти светлейшего князя в 1783 году была перемещена из дома на Мойке в недостроенный Мраморный дворец. Сам дворец в 1786 году был выкуплен в казну вместе со всем его содержимым. В то же время на подрамнике появилась сургучная печать императора Павла I, и позже картина была внесена в первый рукописный каталог Эрмитажа, начатый в 1797 году. Примерно тогда же император Павел подарил несколько картин из Гатчинского дворца генералу А. И. Корсакову. В собрании Корсакова оказалась и «Венера, Фавн и путти». Сведений о том, что к Корсакову попали картины из других императорских собраний, не обнаружено, но Н. К. Серебрянная отмечает, что дар императора могли составлять произведения и из других дворцов, «какие-либо другие обстоятельства, при которых картина могла оказаться у Корсакова, представить трудно».
После смерти А. И. Корсакова в 1821 году картина была выставлена на распродажу, где её вновь купили для Эрмитажа; поступила по акту от 5 января 1822 года и тогда же была повторно внесена в каталог 1797 года. П. П. Свиньин, описывая распродажу собрания Корсакова, отмечал: «Для Императорского Эрмитажа куплены три прекрасные картины Николая Пуссеня, из коих за одну, представляющую превосходный пейзаж, украшенный фигурами, заплачено 8000 руб., а за прочие две — Вакхического сюжета — 5000 рубл.». Известна ещё одна картина Пуссена, имеющая почти полностью аналогичную историю бытования в России — «Сатир и нимфа» (холст, масло, 77,5 × 62,5 см, с 1929 года в Пушкинском музее под инвентарным № Ж-1049, в каталог Троншена внесена под тем же 301-м номером, что и эрмитажная картина), она и является второй картиной «вакхического сюжета».
Картина выставляется в Зимнем дворце в зале 279.
В связи с тем, что при первом своём появлении в Эрмитаже картина не была внесена в каталог, в литературе появились ошибочные данные о её провенансе. По одной версии, картина была куплена в 1819 году из собрания Дюфурни; в эрмитажной описи 1838 года отмечено, что картина куплена из частного собрания во время царствования императора Александра I. Также было утеряно её первоначальное название: в каталогах Эрмитажа за разные годы она значилась как «Сатир, сажающий вакханку на козла» (1797), «Фавн и вакханка» (1859), «Вакханалия» (1863 и 1892), «Вакханка и сатир» (1908, 1958 и 1976). И лишь в 1983 году Ч. А. Мезенцева доказала, что женское изображение является фигурой Венеры Пандемос, иначе Венеры Эпитрагия (Венера на козе) — в античной иконографии Венеры встречаются её изображения летящей верхом на козе в сопровождении амуров или сатиров. Молодого мужчину, помогающего Венере взобраться на козу, Н. К. Серебрянная определила как Фавна, по её мнению «юношу с венком из виноградных листьев на голове можно было бы считать Вакхом, если бы не грубые, несколько карикатурные черты лица и подчёркнуто большие уши. Лошадиная форма ушей, хвост и курносая физиономия — это отличительные черты сатира».
Кроме петербургской и московской картин «вакхического сюжета» в творчестве Пуссена известна ещё одна подобная работа. Она находилась в собрании Руффо в Мессине и её известные описания очень близки к картине из Эрмитажа: «Венера, Вакх, маленький сатир и двое путти», «Обнажённая маленькая Венера, которая скачет на козе, и Вакх, который присоединяется к ней», «Маленькая Венера, которая скачет на козле, маленький сатир, Вакх и двое путти»; дважды в описях указываются размеры этой картины и в обоих случаях они разные — 44,68 × 67 см и 55,85 × 67 см и в меньшую сторону отличаются от размеров эрмитажного полотна (72 × 56 см). Эта картина была приобретена аббатом Флавио Руффо в Париже в подарок его брату кардиналу Антонио Руффо, герцогу Баньяру. В архиве семьи Руффо, опубликованном в 1916 году, имеется письмо Абрахама Брейгеля к Антонио Руффо, в котором говорится о картине «Коза, на которую усаживается женщина». В этом письме Брейгель, пересказывая свой разговор с Пуссеном, цитирует слова самого Пуссена, называющего картину «quella veneretta» («эта венерочка»). По словам Пуссена, у Руффо находилось авторское повторение картины, а первая версия оставалась во Франции. На этом основании Н. К. Серебрянная предположила, что в собрание Кроза картина попала из какой-то французской коллекции, а картина из собрания Руффо впоследствии оказалась в собрании Дюфурни и была выставлена на распродаже 1819 года, после чего её следы затерялись.
В собрании графики галереи Альбертина в Вене есть рисунок Пуссена, на котором изображён сатир, помогающий нимфе сесть на козу (бумага, коричневая тушь, красный мел, 18,4 × 24,5 см, около 1626—1627 годов, инвентарный № 11424). По мнению Н. К. Серебряной, этот рисунок не имеет отношения к эрмитажной картине, однако очень близок к ней композиционно — женская фигура и коза изображены сзади, сатир также находится справа от них. Ещё один рисунок на подобный сюжет есть в собрании музея Конде в Шантийи. Здесь изображение козы дано с иного ракурса, чем на рисунке из Альбертины и картины из Эрмитажа, однако женская фигура и фоновый пейзаж довольно близки к картине (бумага, коричневые чернила, 18,7 × 16 см, инвентарный № DE 214). Этот рисунок считался работой Пуссена, однако в настоящее время его авторство отведено.
- Рисунок Пуссена из галереи Альбертина
- Рисунок неизвестного художника, ранее приписывавшийся Пуссену, из музея Конде

Автор научного каталога французской живописи XV—XVII веков в собрании Эрмитажа Н. К. Серебрянная следующим образом характеризует картину:

Пуссен изобразил Венеру ещё только готовящейся к небесному путешествию, а не летящей по небу, что воспринималось бы слишком в духе римского барокко, по своей сути чуждого художнику. Сатир усаживает Венеру на козу, символ сладострастия, а порхающий амур, увенчанный венком из плюща, собирается увлечь её за собой, держась за цветочную гирлянду, привязанную к козьим рогам. Подобные гирлянды на римских саркофагах служили символом опосредованной связи тела и души человека, реального мира с ирреальным, которому принадлежит богиня. Изображения классических Венеры и Вакха подразумевали бы конкретный сюжет. Пуссена же, видимо, привлекала возможность через аллегорию выразить отвлечённую идею, поэтому его персонажи носят узнаваемый, но абстрактный, анонимный характер.